# Sonnhild Kestler
Sonnhild Kestler (* 1963 in Deutschland, aufgewachsen in Zürich in der Schweiz) ist eine Schweizer Textildesignerin. Sie wurde 2010 für ihr Lebenswerk mit dem Schweizer Grand Prix Design ausgezeichnet. Ihre Arbeit wurde 2011 im Museum für Gestaltung Zürich ausgestellt. Im Handdruck kreiert Kestler aufwändige Textilien in Kleinstserien.

## Leben und Werk
Sonnhild Kestler studierte 1981–1985 an der Textilfachklasse der Schule für Gestaltung Zürich. Seit 1985 arbeitet sie als selbstständige Designerin, u. a. für Labels wie «Pink Flamingo», «Apropos» und «Sourire enSoie», zeitweilig war sie auch als Illustratorin und Filmdekorateurin tätig. 1988 gründete sie zusammen mit Karin Wälchli ihr eigenes Atelier, mit Stoffdruckerei, gleichzeitig eröffnete sie mit dem Designer Matthias Georg den Laden Georg Couture in Zürich, in dem sie ihre ersten Stücke verkaufte. Bis heute betreibt sie eine Ein-Frau-Textilmanufaktur. Kestler stellt ihre Produkte in der 1996 gegründeten Handdruckerei S.K. Hand-Druck, Zürich her, vor allem Tücher, Schals, Foulards, aber auch Frottéwäsche, gewobene Woll- und Baumwolltücher und Accessoires. Ihre Werke sind inspiriert von der Volkskunst, der Folklore Osteuropas, asiatischer Kunst, traditionellen indischen Textilien und der Alltagskultur. Die Entwürfe entstehen in einer Art Collagetechnik: Einzelne Bildelemente werden auf Papier gedruckt und in Varianten immer neu kombiniert, bevor die Bilder in stundenlanger Handarbeit im Siebdruckverfahren zu Stoff gebracht werden. Ihre Produkte werden grösstenteils in der Schweiz gefertigt: So werden Schals und Foulards im Appenzell rouliert. Nur die Stickereien werden in Indien gemacht und die Häkelspitzen in der Türkei. Die Textilkünstlerin schafft Kleinstserien, die exklusiv bei «Thema Selection» verkauft werden.

## Auszeichnungen
2010 erhielt Sonnhild Kestler den mit 40'000 Franken dotierten Grand Prix Design. Das Bundesamt für Kultur vergibt diesen seit 2007 an anerkannte Schweizer Designer oder ausgewiesene Designbüros, die auf nationaler und internationaler Ebene massgeblich zum guten Ruf des Schweizer Designs beitragen.